# Kazasker

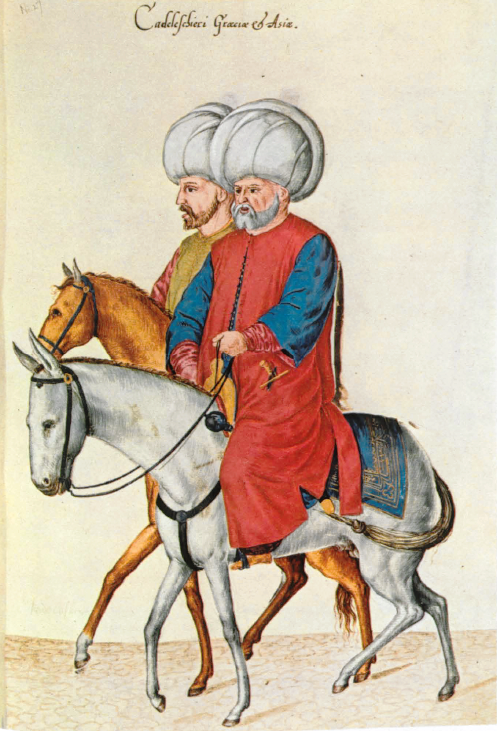
Die Kazasker des Osmanischen Reichs für Rumelien und Anatolien (Darstellung des frühen 16. Jahrhunderts)

Kazasker oder Kadıasker (osmanisch قاضيعسكر İA ḳāżıʿasker, deutsch ‚Heeresrichter‘, von arabisch قاض, DMG qāḍin über persisch قاضى, DMG qāżī, ‚Richter‘ und عسكر, DMG ‘askar ‚Heer‘) war eines der höchsten Ämter im Osmanischen Reich. Der Kazasker ernannte Richter und religiöse Würdenträger. Kazasker waren Teil des „Divan-i Hümayun“, des herrschaftlichen Rats des Sultans. Die Institution des Kazasker wurde vermutlich von den Seldschuken Anatoliens übernommen.
Sultan Murad I. ernannte 1383 den ersten Kazasker als Aufsichtsinstanz für alle Richter und als oberste Instanz der Militärgerichtsbarkeit. Ab Mehmed dem Eroberer gab es je einen Kazasker für Anatolien und für Rumelien. Zeitweilig gab es nach großen Eroberungen unter Selim I. auch noch einen Kazasker für die arabische und persische Welt. Dieser residierte in Diyarbakır. Erster Kazasker in Diyarbakır war İdris-i Bitlisî.
Ab dem 16. Jahrhundert verloren die Kazasker im Zusammenhang mit der Aufwertung des Amts des Scheichülislams während der Amtszeit Ebussud Efendis an Einfluss. Im Jahre 1914 wurden die Kazasker von Anatolien und Rumelien zu einem Amt vereinigt. Die Republik Türkei schaffte das Amt 1924 zusammen mit dem Kalifat ab.
Das Amt des Kazasker geht auf vorosmanische Zeit zurück. al-Kindī beschreibt die Existenz dieses Titels für die Zeit von Ṣāliḥ b. ʿAlī im Jahre 750 n. Chr. Auch bei den Seldschuken und Ayyubiden existierte das Amt des Heeresrichters.